# Leiocassis aculeatus
Leiocassis aculeatus es una especie de peces de la familia Bagridae en el orden de los Siluriformes.

## Morfología
• Los machos pueden llegar alcanzar los 12,2 cm de longitud total.

## Distribución geográfica
Se encuentra en Sumatra (Indonesia ).